# Nachitjevan
Nachitjevan (azerbajdzjanska: Naxçıvan, officiellt Naxçıvan Muxtar Respublikası, armeniska: Նախիջևան: Nachidzjevan) är en autonom republik tillhörande Azerbajdzjan. Området är en exklav med Armenien mellan sig och det övriga landet. Nachitjevan är 5 500 km² stort och har omkring 310 000 invånare. Huvudstad är Nachitjevan. Förutom mot Armenien i nord och öst gränsar Nachitjevan mot Iran i söder och väster samt mot en liten turkisk landremsa mellan Iran och Armenien i nordväst. 
Armenien har ansett (och anser delvis fortfarande) att området egentligen är armeniskt. Den före detta azerbajdzjanske presidenten Gejdar Alijev kom från Nachitjevan.

## Historia

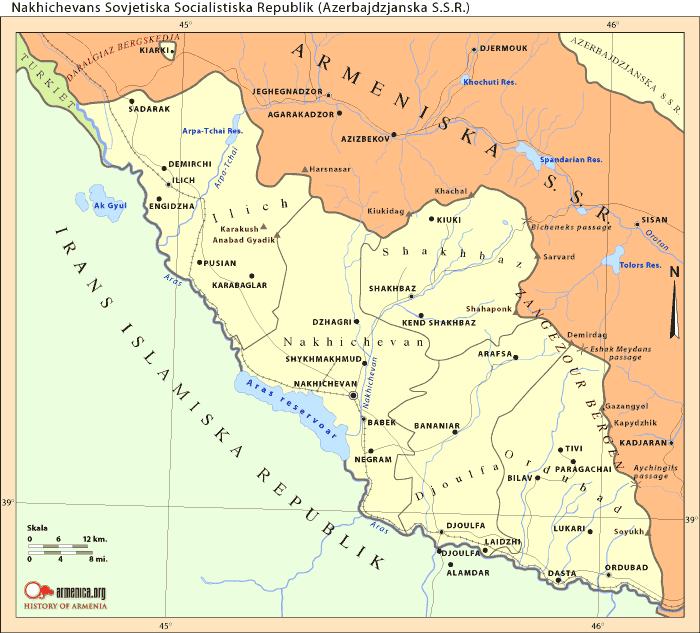
Nachitjevans autonoma SSR.

Enligt traditionen var Nachitjevan platsen där den bibliska Noa och hans familj bosatte sig efter att Noas ark strandat på berget Ararats. Namnet Nachitjevan betyder på armeniska ”platsen för nedkomsten” och syftar på denna berättelse. En annan teori gör gällande att det ursprungliga namnet var Nachtjavan, vilket på armeniska betyder ”staden Nachtj” (avan betyder mindre stad, samhälle eller by).
Området har haft armenisk befolkning sedan lång tid tillbaka. Under 1500-talet, i samband med Persiens krig mot Osmanska riket, beordrade shah Abbas I att mellan 50 000 och 200 000 armenier från staden Jolfa i Nachitjevan skulle tvångsförflyttas till Nya Jolfa i Esfahan, dåtidens persiska huvudstad. Syftet var dels att beröva turkarna resurser och stöd i gränsområdet, dels att stärka Persiens handel och hantverk genom att bosätta armeniska hantverkare i Esfahan. Under de följande århundradena kom armenierna i Persien att spela en central roll i handeln mellan Bortre Orienten, Indien och Europa.
Nachitjevan stod under växlande persiskt och osmanskt styre fram till slutet av 1700-talet, då det ryska imperiets expanderade söderut. År 1827 erövrade ryska styrkor regionen från Persien. I februari 1828 avsade sig Persien formellt rätten till Nachitjevan genom fördraget i Torkmanchay.
Efter att Armenien och Azerbajdzjan införlivats i Sovjetunionen 1920 beslutade Moskva – med starkt stöd av dåvarande folkkommissarien Josef Stalin – att både Nachitjevan och Karabach skulle tillhöra Azerbajdzjan som autonoma sovjetrepubliker, trots protester från Armeniens regering.
År 2006 anklagades militären i Nachitjevan för att ha förstört en gammal armenisk kyrkogård med chatjkarer (korsstenar) daterade till 500-talet. Händelsen påstods ha fångats på film, men både den azerbajdzjanska regeringen och Nachitjevans ledning förnekade det. Europaparlamentet fördömde förstörelsen.== Kultur ==
Nachitjevan är ett av Azerbajdzjans kulturella centrum. År 1923 bildades en undergrupp för musikaler vid Statens dramatiska teater. Aras Sång- och Dansensemble, som grundades 1959, är en annan berömd  grupp. Dramatiska uppträdanden iscensattes sent på 1900-talet i Nachitjevan av en danstrupp bestående av amatörer. Även teaterkonsten har lämnat stora bidrag till Nachitjevans kultur, och här kan nämnas namn som Cälil Mämmädquluzadä, Hüseyn Cavid och Hüseyn Äräblinski (den första azerbajdzjanska teaterdirektören), vilka alla med sina kreativa verk berikat landets kulturarv. Området har också producerat framstående armeniska konstnärer, som den sovjetiska skådespelaren Hasmik (Taguhi Hakobjan).

## Geografi
Nachitjevan är ett område med halvöken, åtskilt från huvuddelen av Azerbajdzjan. Zangezurbergen utgör dess gräns mot Armenien, medan floden Aras markerar gränsen mot Iran. Arasdammen tillhandahåller vatten för jordbrukets behov, medan den hydroelektriska dammen genererar ström åt såväl Azerbajdzjan som Iran.[källa behövs]
Nachitjevan är ytterst torrt och bergigt. Den högsta bergstoppen är Kaputdzjugh (3 904 meter) och den mest särpräglade är Ilandağ (Ormberget; 2 415 meter), som kan ses från staden Nachitjevan. Enligt legenden bildades klyftan av kölen på Noaks ark när floden sjönk tillbaka. En annan hög topp är Qazangödağ med sina 3 829 meter.

## Ekonomi

### Industri
Nachitjevans viktigaste industrier omfattar framtagning av mineraler som salt, molybden och bly. Det jordbruk i det torra landskapet som utvecklades under Sovjeteran har gjort det möjligt för regionen att expandera odlingen av vete (mestadels på Arasflodens slätter), korn, bomull, tobak, frukt i fruktträdgårdar, mullbär och druvor för produktion av vin. Bland övriga branscher märks bomullsrensning/bomullsrengöring, silkesspinning, inläggning av frukt på burk, köttförpackning och, i de torra områdena, fåravel.
Bearbetning av mineraler, salt, radioteknik, gårdsmjölkning, konservering, silkesprodukter, kött- och mejeriprodukter, upptappning av mineralvatten, kläder och möbler är huvudgrenarna i Nachitjevans industri.
Ekonomin drabbades av ett svårt slag 1988 med förlust av tillgång till både råvaror och marknader på grund av Nagorno-Karabachkriget. Även om nya marknader växer fram i Iran och Turkiet kvarstår denna isolering ännu i dag, vilket försämrar utvecklingen. Nachitjevans ekonomi är baserad på jordbruk, gruvdrift och livsmedelsbearbetning, men 75 procent av republikens budget tillhandahålls av staten i Baku. Stöd ges också från Turkiet och flera icke-statliga organisationer.
Republiken är rik på mineraler. Nachitjevan har lager av marmor, kalk och gips. Lagren av bergssalt i Nehram, Nakhchivan och Sustin är uttömda. De viktiga molybdengruvorna är stängda för närvarande som en följd av exklavens isolering. Det finns många mineralkällor, som Badamli, Sirab, Nagajir och Kiziljir,  vilkas vatten innehåller arsenik.
Cirka 90 procent av jordbruksmarken är numera i privata händer. Men jordbruket har blivit en dåligt kapitaliserad bakgårdsaktivitet. Produktionen har minskat kraftigt och det storskaliga, kommersiella jordbruket har minskat.
Mer än två tredjedelar av landet består av steniga sluttningar och öknar, och följaktligen är arealen åkermark ganska begränsad. De viktigaste grödorna – bomull och tobak – odlas på PriArazslätten, nära Sharur och Nachitjevan City. Tre fjärdedelar av spannmålsproduktionen, speciellt vintervete, är koncentrerad till de bevattnade delarna av Sharurslätten och Nachitjevanflodens dalgång.
Odling av vinplantor är en gammal tradition i Nachitjevan, såväl i Arazdalen som på bergssluttningarna. Mycket heta somrar och långa, varma höstar gör det möjligt att odla höggradigt sackarinhaltiga druvor som bayan-shiraz, tebrizi och shirazi. Viner som Nachitjevan, Shahbuz, Abrakunis och Aznaburk är av rimlig kvalitet och mycket populära. Fruktproduktionen är ganska omfattande, främst av kvitten, päron, persika, aprikos, fikon, mandel och granatäpple.
Även om regeringen har förklarat sina avsikter vara att underlätta för turism ligger denna ännu i sin linda. Fram till 1997 behövde turister ett speciellt besökstillstånd, vilket nu har avskaffats för att göra det enklare. Övernattningsanläggningarna är mycket enkla och bränsle för uppvärmning är svårt att hitta under vintern.
År 2007 slutfördes byggnationen av Poldasht-Şahtaxtıbron, vilket gjorde det möjligt för invånare i republiken att resa till Azerbajdzjan utan att korsa armeniskt territorium.